# Статив (музика)
 За употребата на стативи в други области вижте Статив.  
Музикалният статив е приспособление, на което се поставят нотните книги или партитури. Стативът стои пред музиканта така, че да може да чете нотите, докато изпълнява музикални произведения. Музикалният статив представлява лека метална конструкция, която може да се сгъва и лесно да се пренася.